# Furzton

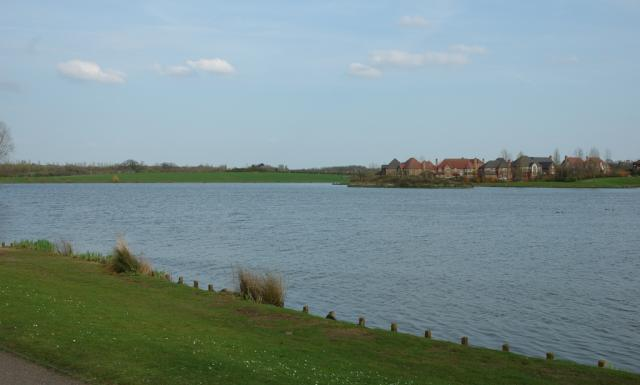
Furzton am Furzton Lake

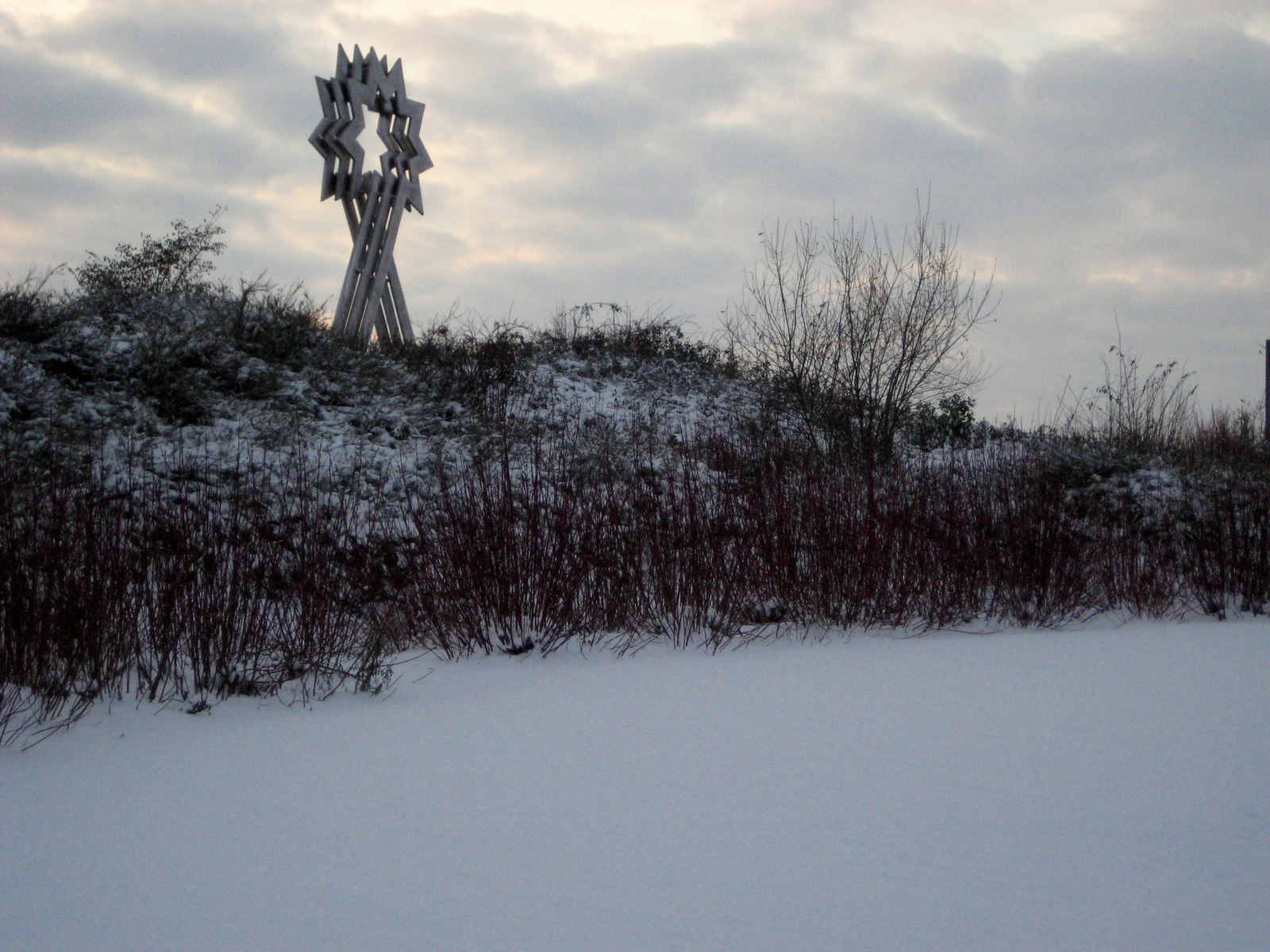
Triple Star Head Skulptur des rumänischen Künstlers Paul Neagu

Furzton ist ein Stadtviertel und ein Ward innerhalb des Civil Parish Shenley Brook End in England und gehört zur Stadt Milton Keynes. Es hatte im März 2011 9148 Einwohner, eine Fläche von 2,38805 km² und damit eine Bevölkerungsdichte von 3830,7 Einwohnern pro Quadratkilometer. Ein großer Teil seiner Fläche besteht aus dem Furzton Lake, der Mitte der 1980er Jahre künstlich angelegt wurde, um abfließendes Regenwasser aufzunehmen und so Sturzfluten zu verhindern. Im Nordosten wird Furzton begrenzt durch die Watling Street, im Südosten durch die A421. Im Südwesten bildet die Fulmer Street die Grenze des Wards und im Nordwesten der Childs Way. Das Gebiet nordwestlich des Chaffron Way bildet das Stadtviertel Shenley Lodge.
Im südlichen Furzton stammt die Bebauung aus der Zeit nach 1984. Der nördliche Teil besteht aus ehemaligem Farmland. Die meisten Wohnhäuser und Geschäfte in diesem Gebiet wurden zwischen 1990 und 2004 errichtet.
In Milton Keynes wurden mehrere Funde aus der Eisenzeit gemacht, ein Fundort befindet sich in Furzton.